# Cawarra (Schiff)
Die Cawarra war ein 1864 in Dienst gestelltes australisches Passagierschiff, das am 12. Juli 1866 im Hafen von Newcastle in New South Wales (Australien) in einem schweren Sturm kenterte und sank. Von den 62 Menschen an Bord überlebte nur einer.

## Das Schiff
Der 552 BRT große Raddampfer Cawarra lief am 2. Juni 1864 im Dock Pointhouse Shipyard der Werft A. and J. Inglis am Fluss Clyde in Glasgow vom Stapel. Er wurde mit einer Dampfmaschine auf zwei Schaufelrädern, je eines an jeder Seite, angetrieben. Der Rumpf war aus Eisen gebaut. Die Cawarra war 64,28 Meter lang, 7,66 Meter breit und hatte einen Tiefgang von 3,7 Metern. Die drei Masten waren mit der Takelage eines Schoners ausgestattet. Zur Rettungsausrüstung des Schiffs gehörten vier Boote (zwei Rettungsboote, ein Kutter und ein Dingi).
Eigner war die 1840 gegründete australische Reederei Australasian Steam Navigation Company mit Sitz in Sydney. Diese Reederei betrieb einen Passagierverkehr von Sydney über Newcastle nach Moreton Bay und Melbourne und zeitweise auch nach Neuseeland. Die Cawarra fuhr auf der Route Sydney–Brisbane. Am 7. Dezember 1864 traf das Schiff aus Schottland kommend erstmals in Sydney ein. Am 7. Juli 1866 legte die Cawarra in Brisbane unter dem Kommando von Kapitän Frederick W. Trouton mit 70 Menschen an Bord zu ihrer letzten vollendeten Fahrt ab.

## Der Untergang
Als die Cawarra am Mittwoch, dem 11. Juli 1866 in Sydney unter dem Kommando von Kapitän Henry Chatfield zu ihrer nächsten Fahrt nach Brisbane und Rockhampton ablegte, zeigten sich erste Anzeichen eines aufkommenden Sturms. Die Barometer fielen und große dunkle Wolken verhüllten den Horizont. An Bord des Schiffs befanden sich 36 Besatzungsmitglieder und 26 Passagiere (fünf in der Ersten und 21 in der Dritten Klasse). Kapitän Chatfield war ein Seemann mit einem hervorragenden Ruf. Er hatte zuvor die Boomerang kommandiert, stand aber zum ersten Mal auf der Brücke der Cawarra. Während der Fahrt geriet die Cawarra in einen schweren Sturm, der an der Küste von New South Wales insgesamt 15 Schiffe versenkte und von Port Stephens im Norden bis Sydney im Süden insgesamt mindestens 77 Menschenleben forderte. Am Donnerstagmorgen wechselte der Wind plötzlich von Südwest nach Nordost und ein paar Stunden später noch einmal nach Südost. Die Windgeschwindigkeit betrug 61 Meilen pro Stunde. Es regnete fast ununterbrochen und mit den heftigen Winden ging eine stürmische, aufgewühlte See einher.
Gegen 11.00 Uhr mittags am 12. Juli wurde an Bord der Cawarra Land ausgemacht und eine Stunde später kam der Leuchtturm Nobbys Head Lighthouse am Eingang zum Hafen von Newcastle in Sicht. Kapitän Chatfield wollte im Hafen Schutz suchen und die Fahrt erst fortsetzen, wenn sich das Wetter besserte. Er ordnete das Einholen der Segel an, aber die meisten wurden vom Starkwind zerfetzt und weggeweht. Weiterhin ließ er die an Deck verstaute Fracht über Bord werfen und bat die Passagiere, dabei zu helfen. Gleichzeitig ließ er die Rettungsboote klarmachen. Als gegen 13.00 Uhr ein Schiff an der Hafeneinfahrt gesichtet wurde, hielten es die meisten für die täglich aus Sydney kommende Fähre. Als dann aber stattdessen die Cawarra in den Hafen von Newcastle einlief und auf einen Oyster Bank genannten Buchtabschnitt zuhielt, versammelte sich eine große Anzahl von Schaulustigen an den Piers, um zu sehen, wie das Schiff mit der schweren See kämpfte. Das Schiff machte in der rauen See zunächst konstant Fahrt und alle gingen davon aus, dass es sicher landen würde.
Stattdessen machte die Cawarra plötzlich halt. Anschließend drehte sie bei und schien wieder auf offene See gelangen zu wollen. Plötzlich wurde sie mehrmals hintereinander von hohen Wellen getroffen und schlingerte stark. Einbrechendes Seewasser gelangte in den Rumpf und löschte die Feuer in den Kesseln, sodass mit einem Mal kein Rauch mehr aus dem Schornstein kam. Dies bestätigte sich, als unmittelbar danach Dampf austrat.
Unter den Beobachtern im Hafen machte sich große Aufregung breit. Es wurde damit gerechnet, dass jeden Moment das Hafenrettungsboot einschreiten würde, aber nichts geschah. Stattdessen wurde gesehen, wie die Cawarra mit dem Bug voran sank, der Schornstein umkippte und die Menschen an Deck nach und nach von den Wogen über Bord gespült wurden. Ein einziges Rettungsboot wurde zu Wasser gelassen, aber es kenterte und wurde überschwemmt. Nacheinander brachen die Masten, an denen sich zahlreiche Passagiere festklammerten, und fielen ins Wasser. Die Cawarra wurde von den massiven Brechern fast zerschlagen und verschwand schließlich gegen 16 Uhr unter der Wasseroberfläche.
Das Hafenrettungsboot machte sich schließlich doch noch auf den Weg zur Cawarra und wurde dabei von einem Rettungsboot der Bark Maggie V. Hugg begleitet. Die Boote konnten aber nichts für die Schiffbrüchigen tun. Am Abend wurde ein Mann entdeckt, der, an ein Brett geklammert, gegen eine Boje gespült worden war. Es handelte sich um den 31-jährigen Briten Frederick Valentine Hedges, ein Besatzungsmitglied der Cawarra. Er war der einzige Überlebende des Unglücks. Drei Männer zogen ihn aus dem Wasser. Einer der drei Retter war James Johnson, der einzige Überlebende des Untergangs der Dunbar neun Jahre zuvor.

## Nachspiel
Erst drei Tage nach dem Untergang, am Sonntag, dem 15. Juli, wurden die ersten Leichen an Land gespült. Viele von ihnen wiesen Verletzungen oder Verstümmelungen auf und trugen kaum Kleidung. Insgesamt wurden 41 Leichen geborgen und zur Identifikation ins örtliche Krankenhaus gebracht. Am 17. Juli 1866 fand in Newcastle in Anwesenheit des Bürgermeisters der Stadt, Charles Kemp, und des Mitglieds des Abgeordnetenhauses von New South Wales James Hannell eine öffentliche Beisetzung statt. Die Trauerprozession führte vom Krankenhaus zum Christchurch-Friedhof, wo etwa 3.000 Menschen an der Beerdigung teilnahmen. In der ganzen Stadt wehten die Flaggen auf halbmast, und die Geschäfte blieben geschlossen. Einige Opfer wurden jedoch verschifft, um in ihren Heimatorten beigesetzt zu werden.
Die Regierung von New South Wales stellte ein fünfköpfiges Komitee zusammen, das unter der Leitung von Edward Orpen Moriarty, Leitender Ingenieur für Häfen und Flüsse, den Untergang der Cawarra untersuchen sollte. Der Untersuchungsausschuss veröffentlichte seinen Abschlussbericht am 6. November 1866. Er kam zu dem Ergebnis, dass das Schicksal der Cawarra „dem besten Schiff und dem erfahrensten Kapitän“ zustoßen konnte und dass kein Mensch derartige Ereignisse aufhalten konnte.
Es wurde harsch kritisiert, dass das Rettungsboot von Newcastle erst zur Cawarra aufgebrochen war, als bereits die meisten Menschen über Bord gespült worden waren. Der Kapitän des Boots, James Taylor, war zum Zeitpunkt der Tragödie nicht anwesend, sodass sich das Ablegen verzögerte. Der diensthabende Hafenaufseher, Alexander Collins, musste Taylors Platz einnehmen, doch bevor er aufbrechen konnte, musste ein betrunkenes Besatzungsmitglied aus dem Boot gezogen werden. Die meisten anderen Crewmitglieder hatten kaum Erfahrung mit dem Boot. Als sich das Boot dann schließlich der Cawarra näherte, brachen durch die stürmische See die meisten Ruder oder gingen verloren.
Aus dem Wrack der Cawarra wurden nach dem Untergang 230 Säcke Mehl, drei Fässer Rum, 22 Kisten Wein, mehrere Kisten Tee sowie Teile der Reling, eine Winsch und ein Anker geborgen. Um die Untergangsstelle zu markieren, wurde über dem Wrack eine Boje, die Cawarra Buoy, angebracht. Das in zwei Teile zerbrochene Wrack ruht heute unter den Überresten von mehreren anderen Schiffen, die später an gleicher Stelle sanken. Am Deich von Stockton, einem Vorort von Newcastle, befindet sich eine Gedenkplakette für mehrere im Hafen gesunkene Schiffe, darunter die Cawarra.